# Роговка (река)
Роговка — река в России, правый приток Чепцы (бассейн Волги). Протекает в Слободском и Зуевском районах Кировской области. Устье реки находится в 71 км по правому берегу Чепцы. Длина реки составляет 20 км, площадь бассейна — 71 км².
Исток реки в 6 км к северо-востоку от деревни Роговая. Река течёт на юго-запад, большая часть течения проходит по Слободскому району, в низовьях река перетекает в Зуевский район. Населённых пунктов на реке нет. Приток - Барданка (правый). Перед впадением в Чепцу образует в её пойме большую петлю и изогнутую старицу, известное как озеро Переднее. Устье находится напротив деревни Ряхи.

## Данные водного реестра
По данным государственного водного реестра России относится к Камскому бассейновому округу, водохозяйственный участок реки — Чепца от истока до устья, речной подбассейн реки Вятка. Речной бассейн реки — Кама.